# Руанда на летних Олимпийских играх 2020
Руанда принимала участие на летних Олимпийских играх 2020 года в Токио в 10 раз за свою историю. Руанда была представлена с 6 спортсменами и не получила ни одной медали.

## Виды спорта
Представлен список видов спорта и атлетов.
| Спорт           | Мужчины | Женчины | Всего |
| --------------- | ------- | ------- | ----- |
| Велоспорт       | 1       | 0       | 1     |
| Лёгкая атлетика | 1       | 1       | 2     |
| Плавание        | 1       | 1       | 2     |
| Всего           | 3       | 2       | 5     |

## Результаты
| Вид спорта      | Спортсмен          | Событие                             | Первый раунд | Первый раунд | Полуфинал | Полуфинал | Финал     | Финал     |
| Вид спорта      | Спортсмен          | Событие                             | Время        | Место        | Время     | Место     | Время     | Место     |
| --------------- | ------------------ | ----------------------------------- | ------------ | ------------ | --------- | --------- | --------- | --------- |
| Велоспорт       | Моиз Мугиша        | Групповая шоссейная гонка (мужчины) | Не было      | Не было      | Не было   | Не было   | Не прошёл | Не прошёл |
| Лёгкая атлетика | Джон Накизимана    | Марафон (мужчины)                   | —            | —            | Не было   | Не было   | Не прошёл | Не прошёл |
| Лёгкая атлетика | Марта Янкурие      | Бег на 5000 метров (женщины)        | 15:55.94 SB  | 17           | Не было   | Не было   | Не прошла | Не прошла |
| Плавание        | Альфонсина Агахозо | 50 метров вольным стилем (женщины)  | 25.38        | 55           | Не прошла | Не прошла | Не прошла | Не прошла |
| Плавание        | Элои Иманирагуа    | 50 метров вольным стилем (мужчины)  | 30.50        | 72           | Не прошёл | Не прошёл | Не прошёл | Не прошёл |